# Língua carata
Carata (karata) é uma língua ândica da família das línguas Caucasianas Nordeste
falada no sul do Daguestão por cerca 5 mil pessoas em 1990 conf. A. Kibrik. Em 2006 já eram 6.400 conf. Koryakov. Os seus falantes usam a língua avar como sua língua literária.
A língua é falada em dez cidades dessa região: Carata, Anchix, Tuquita, Rachabalda, Inxelo, Mastada, Archo, Chabacovo, Racitle e Siux.

## Escrita
O carata usa uma forma do alfabeto cirílico com 48 letras

## Fonologia

### Consoantes
|                |                | Labial | Dental | Dental | Alveolar | Alveolar | Alveolar | Alveolar | Palatal | Velar | Velar  | Uvular | Uvular | Epiglotal | Glotal |
| central        | central        | Labial | Dental | Dental | lateral  | lateral  |          |          | Palatal | Velar | Velar  | Uvular | Uvular | Epiglotal | Glotal |
| lenis          | fortis         | Labial | lenis  | fortis | lenis    | fortis   | lenis    | fortis   | Palatal | lenis | fortis |        |        | Epiglotal | Glotal |
| -------------- | -------------- | ------ | ------ | ------ | -------- | -------- | -------- | -------- | ------- | ----- | ------ | ------ | ------ | --------- | ------ |
| Nasal oclusiva | Nasal oclusiva | m      | n      |        |          |          |          |          |         |       |        |        |        |           |        |
| Plosiva        | Sonora         | b      | d      |        |          |          |          |          |         | ɡ     |        |        |        |           |        |
| Plosiva        | surda          | p      | t      |        |          |          |          |          |         | k     |        |        |        |           | ʔ      |
| Plosiva        | ejetiva        | (pʼ)   | tʼ     |        |          |          |          |          |         | kʼ    |        |        |        |           |        |
| Africada       | sonora         |        |        |        | (d͡ʒ)     |          |          |          |         |       |        |        |        |           |        |
| Africada       | surda          |        | t͡s     | t͡sː    | t͡ʃ       | t͡ʃː      |          | t͡ɬː      |         |       | k͡xː    |        | q͡χː    |           |        |
| Africada       | ejetiva        |        | t͡sʼ    | t͡sːʼ   | t͡ʃʼ      | t͡ʃːʼ     | t͡ɬː      | t͡ɬːʼ     |         |       | k͡xːʼ   |        | q͡χːʼ   |           |        |
| Fricativa      | surda          |        | s      | sː     | ʃ        | ʃː       | ɬ        | ɬː       | ç       | x     | xː     |        |        | ʜ         | h      |
| Fricativa      | sonora         | v      | z      |        | ʒ        |          |          |          |         | ɣ     |        |        |        | ʢ         |        |
| Vibrante       | Vibrante       |        |        |        | r        |          |          |          |         |       |        |        |        |           |        |
| Aproximante    | Aproximante    |        |        |        |          |          | l        |          | j       |       |        |        |        |           |        |

- A Glotal oclusiva aqui transcrita muitas vezes é denominada de forma errônea como Laringeal glotálica.
- As denominações Epigçotais e Farigeais são usadas indiscriminadamente nessa tabela mesmo quando incluem plosiva, quando não poderia ser uma laringeal verdadeira.